# Nemaschema collarti
Nemaschema collarti är en skalbaggsart som beskrevs av Stefan von Breuning 1958. Nemaschema collarti ingår i släktet Nemaschema och familjen långhorningar. Inga underarter finns listade i Catalogue of Life.